# عبد الرحمن مجادل
عبد الرحمن مجادل (1 يوليو 1998) هو لاعب كرة قدم جزائري يلعب كحارس مرمى في جمعية اولمبي الشلف.